# Тълса
Тълса (на английски: Tulsa) е вторият по големина град в щата Оклахома след Оклахома Сити и 45-ия по големина град в САЩ. Тълса е с население от 391 906 жители (2010), а общата площ на града е 483,80 km².

## Население
Населението на града през 2007 г. е 384 037 души.

### Расов състав
(2006)
- 70,09% – бели
- 15,47% – черни
- 4,72% – индианци
- 1,82% – жълти

## Известни личности
Родени в Тълса
- Мартин Гарднър (1914 – 2010), математик и популяризатор на науката
- Бил Голдбърг (р. 1966), актьор и кечист
- Малез Джоу (р. 1991), актриса и певица
- Дженифър Джоунс (1919 – 2009), актриса
- Дейвид Дюк (р. 1950), политик
- Кристин Каст (р. 1986), писателка
- Били Лец (1938 – 2014), писателка
- Рене Рошел (р. 1946), писателка
- Райън Тедър (р. 1979), музикант
- Джийн Трипълхорн (р. 1963), актриса
- Алфре Удуърт (р. 1952), актриса
- Уейд Уилямс (р. 1961), актьор
- Джеймс Улси (р. 1941), политик

Починали в Тълса
- Джоун Брамш (1936 – 2009), писателка
- Евгений Евтушенко (1932 – 2017), писател

## Побратимени градове
- Амиен (Франция)